# Françafrique

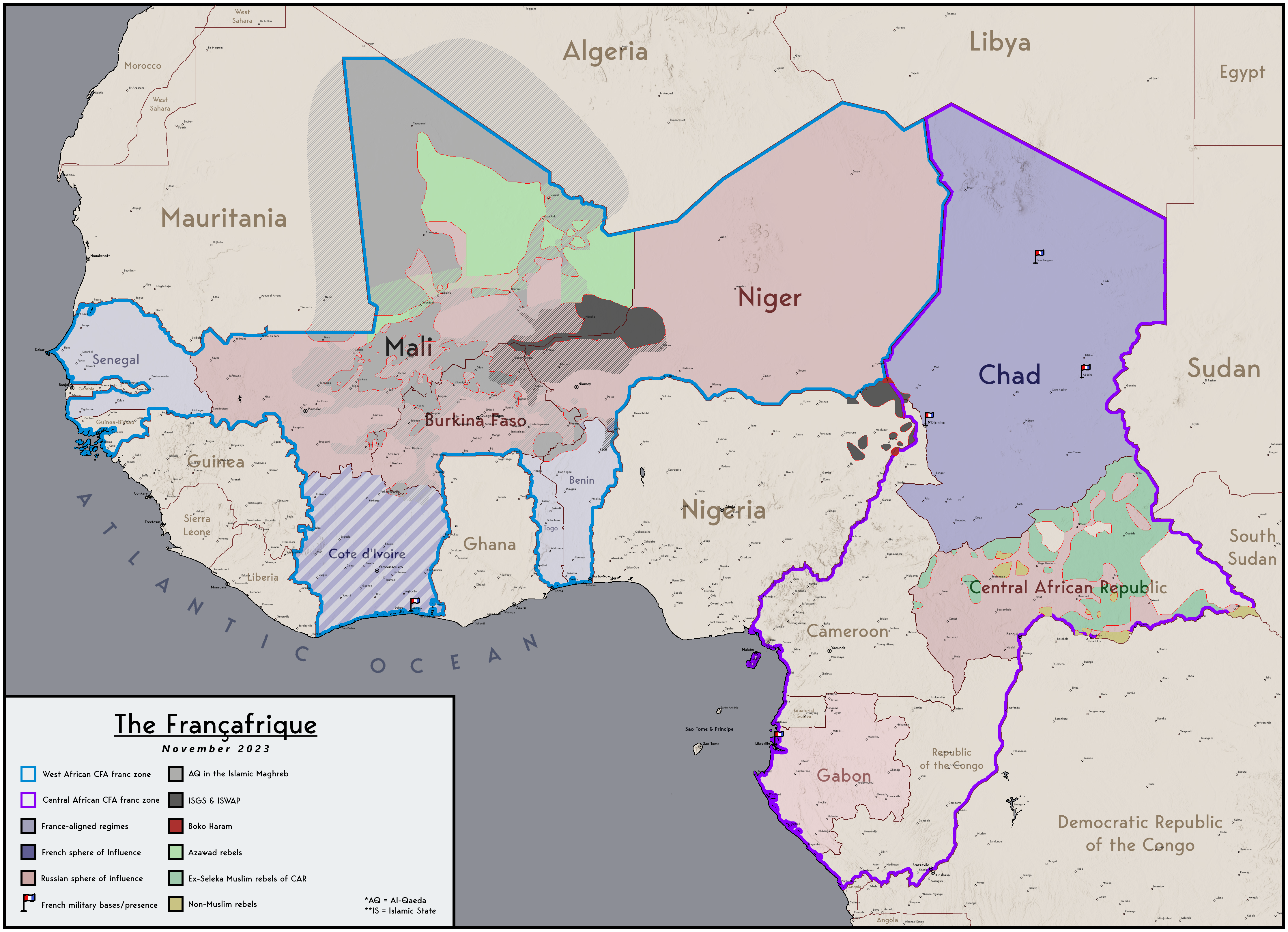
Francuska strefa wpływów w Afryce Zachodniej w czerwcu 2023 r. (ciemnoniebieski: znaczące wpływy francuskie, czerwony: rosyjska strefa wpływów, cyjan i fioletowe granice: strefy franka CFA)

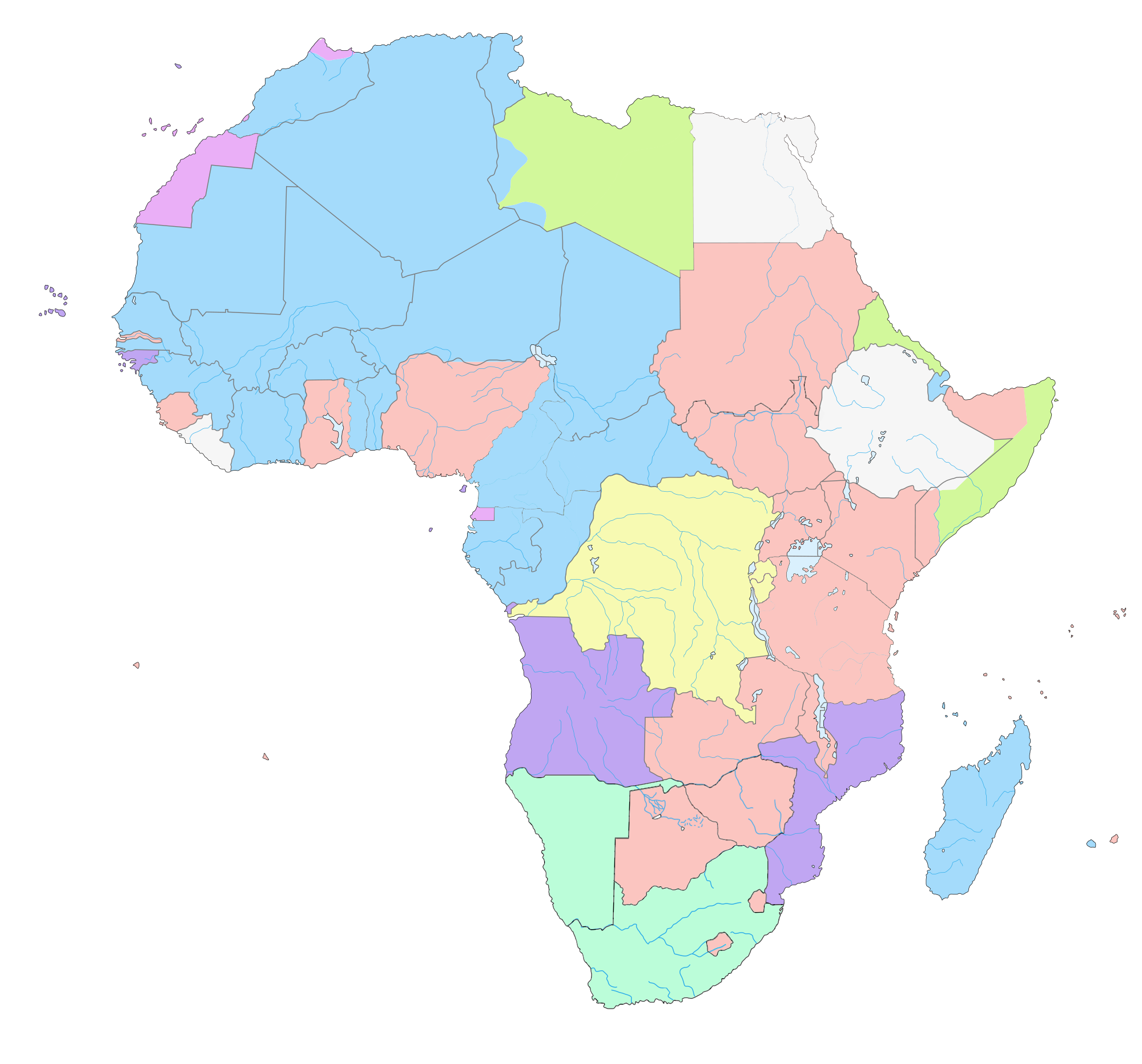
Mapa przedstawiająca francuskie kolonie, protektoraty i terytoria mandatowe (na niebiesko) w Afryce w 1930 r., tj. Francuska Afryka Równikowa, Francuska Afryka Północna, Francuski Somaliland i Francuska Afryka Zachodnia. Wraz z byłymi koloniami belgijskimi (pokazanymi na żółto) obszary te stanowią obecnie większość francuskojęzycznej Afryki
Belgia
Francja
Wielka Brytania
Włochy
Portugalia
Hiszpania
Państwa niepodległe „de iure”

     Belgia
     Francja
     Wielka Brytania
     Włochy
     Portugalia
     Hiszpania
     Państwa niepodległe „de iure”
Françafrique (wym. fr.: [fʁɑ̃safʁik]) – w stosunkach międzynarodowych strefa wpływów Francji (lub pré carré w języku francuskim, co oznacza „podwórko”) nad byłymi koloniami francuskimi i (także francuskojęzycznymi) belgijskimi w Afryce Subsaharyjskiej. 
Termin ten wywodzi się od wyrażenia France-Afrique, którego w 1955 roku użył pierwszy prezydent Wybrzeża Kości Słoniowej Félix Houphouët-Boigny do opisania bliskich związków swojego kraju z Francją. Termin został później przemianowany na Françafrique przez François-Xaviera Verschave’a w 1998 roku w celu skrytykowania rzekomej korupcji i niejawnej działalności francusko-afrykańskich politycznych, gospodarczych i wojskowych sieci wpływów, określanej również mianem francuskiego neokolonializmu.